# Sulcophanaeus noctis
Sulcophanaeus noctis är en skalbaggsart som beskrevs av Bates 1887. Sulcophanaeus noctis ingår i släktet Sulcophanaeus och familjen bladhorningar. Utöver nominatformen finns också underarten S. n. cupricollis.